# Male
Male (maled. ‏މާލެ‎, trl. Maale) – stolica Malediwów, na wyspie Male w atolu Male Północne. Osobna jednostka administracyjna w podziale administracyjnym Malediwów. Male to największy ośrodek przemysłowy kraju, znajduje się tam główny port morski oraz port lotniczy. Miasto, które w 2014 roku liczyło 133 412 mieszkańców i zajmowało niemal całą powierzchnię wyspy, do 2022 roku osiągnęło populację 211 908 osób. Wyspa, na której się znajduje, otoczona jest ufundowanym przez Japończyków betonowym falochronem, który kosztował 136 mln dolarów. Zapobiega on zalaniu miasta przez Ocean Indyjski.

## Tsunami
Miasto zostało poważnie zniszczone 26 grudnia 2004 przez falę tsunami wywołaną przez trzęsienie ziemi na Oceanie Indyjskim. Wody oceanu zalały blisko 2/3 miasta.